# Soft Tennis tại Đại hội Thể thao Đông Nam Á 2023
Soft Tennis là một trong những môn thể thao được tranh tài tại Đại hội Thể thao Đông Nam Á 2023 ở Campuchia. Môn Soft Tennis tại SEA Games 32 diễn ra từ ngày 06 tới ngày 10 tháng 05 năm 2023 tại Khu F Trung tâm Hội nghị Chroy Changvar.

## Nội dung thi đấu
Giải đấu Soft Tennis sẽ bao gồm bảy (7) sự kiện, cụ thể là: 
- Nam: Đơn cá nhân, Đôi cá nhân, Đồng Đội
- Nữ: Đơn cá nhân, Đôi cá nhân, Đồng Đội
- Hỗn Hợp: Đôi

## Chương trình thi đấu
| Ngày       | Giờ   | Giới tính | Sự kiện     |
| ---------- | ----- | --------- | ----------- |
| 06 tháng 5 | 09:00 | Nam Nữ    | Đôi Hỗn Hợp |
| 07 tháng 5 | 09:00 | Nam Nữ    | Đôi cá nhân |
| 08 tháng 5 | 09:00 | Nam Nữ    | Đồng Đội    |
| 09 tháng 5 | 09:00 | Nam Nữ    | Đơn cá nhân |
| 10 tháng 5 | 09:00 | Nam Nữ    | Đơn cá nhân |

## Bảng huy chương
| Hạng               | Đoàn               | Vàng | Bạc | Đồng | Tổng số |
| ------------------ | ------------------ | ---- | --- | ---- | ------- |
| 1                  | Philippines        | 3    | 1   | 1    | 5       |
| 2                  | Campuchia          | 2    | 2   | 4    | 8       |
| 3                  | Indonesia          | 2    | 2   | 1    | 5       |
| 4                  | Thái Lan           | 0    | 2   | 3    | 5       |
| 5                  | Lào                | 0    | 0   | 3    | 3       |
| Tổng số (5 đơn vị) | Tổng số (5 đơn vị) | 7    | 7   | 12   | 26      |

## Danh sách huy chương
| Event        | Vàng | Bạc | Đồng |
| ------------ | --- | --- | --- |
| Đơn nam      | Joseph Abas Arcilla · Philippines | M. Hemat Bhakti Anugerah · Indonesia | Orn Sambath · Campuchia |
| Đơn nam      | Joseph Abas Arcilla · Philippines | M. Hemat Bhakti Anugerah · Indonesia | Kawin Yannarit · Thái Lan |
| Đơn nữ       | Dwi Rahayu Pitri · Indonesia | Noelle Nikki Zoleta · Philippines | Napawee Jankiaw · Thái Lan |
| Đơn nữ       | Dwi Rahayu Pitri · Indonesia | Noelle Nikki Zoleta · Philippines | Hour Sreypov · Campuchia |
|              | | | |
| Đôi nam      | Campuchia · John Mada · Kann Sophorn | Campuchia · Doeum Samsocheaphearun · Yi Sarsarith | Lào · Anandone Khampouy · Lang Xa Somboun                                                                                       |
| Đôi nữ       | Philippines · Princess Catindig · Noelle Mañalac                                                                                             | Thái Lan · Chatmanee Jankiaw · Napawee Jankiaw | Indonesia · Siti Nur Arasy · Voni Darlina                                                                                       |
| Đôi nữ       | Philippines · Princess Catindig · Noelle Mañalac                                                                                             | Thái Lan · Chatmanee Jankiaw · Napawee Jankiaw | Lào · Kinnaly Sengchanh · Pankeo Teso                                                                                           |
| Hỗn hợp      | Campuchia · Sam Chankaby · Khun Chanroseka                                                                                                   | Campuchia · Say Sochetra · Ho Sreynoch | Lào · Anandone Khamphoumy · Pankeo Teso                                                                                         |
|              | | | |
| Đồng đội nam | Indonesia · Fernando Sanger · Mario Harley Alibasa · M. Hemat Bhakti Anugerah · Sunu Wahyu Trijati · Tio Juliandi Hutauruk ·                 | Thái Lan · Anawat Ger-a-prasitt · Supakit Jaroensil · Prasroedchai Nakphacharoensap · Phakkapon Thienchaipong · Sippakorn Thong-ngiu · Kawin Yannarit | Campuchia · Doeum Samsocheaphearun · John Mada · Kann Sophorn · Orn Sambath · Yi Keavirak · Yi Sarsarith                        |
| Đồng đội nam | Indonesia · Fernando Sanger · Mario Harley Alibasa · M. Hemat Bhakti Anugerah · Sunu Wahyu Trijati · Tio Juliandi Hutauruk ·                 | Thái Lan · Anawat Ger-a-prasitt · Supakit Jaroensil · Prasroedchai Nakphacharoensap · Phakkapon Thienchaipong · Sippakorn Thong-ngiu · Kawin Yannarit | Philippines · Mark Anthony Alcoseba · Joseph Abas Arcilla · Adjuthor Moralde · George Mendoza · Sherwin Nuguit · Dheo Talatayod |
| Đồng đội nữ  | Philippines · Princess Catindig · Noelle Mañalac · Christy Sañosa · Fatima Ayesha Amirul · Noelle Nikki Zoleta · Virvienica Isearis Bejosano | Indonesia · Allif Nafiiah · Dwi Rahayu Pitri · Sharon Cornelia Watupongoh · Siti Nur Arasy · Voni Darlina ·                                           | Thái Lan · Pimchanok Gerprasith · Chatmanee Jankiaw · Chatcha Klomkamol · Nannapas Lamthanthong · Thanpitcha Somsanit           |
| Đồng đội nữ  | Philippines · Princess Catindig · Noelle Mañalac · Christy Sañosa · Fatima Ayesha Amirul · Noelle Nikki Zoleta · Virvienica Isearis Bejosano | Indonesia · Allif Nafiiah · Dwi Rahayu Pitri · Sharon Cornelia Watupongoh · Siti Nur Arasy · Voni Darlina ·                                           | Campuchia · Chen Sreyloy · Ho Sreynoch · Khun Chanroseka · Ki Mengchoung · Meth Mariyan · Yean Sokhoeun                         |